# Beaumont-Hamel
 Beaumont-Hamel  es una población y comuna francesa, en la región de Picardía, departamento de Somme, en el distrito de Péronne y cantón de Albert.

## Demografía
| 273 | 262 | 215 | 221 | 214 | 218 |
| Para los censos de 1962 a 1999 la población legal corresponde a la población sin duplicidades (Fuente: INSEE [Consultar]) |     |     |     |     |     |